# Fieldia australis
Fieldia australis là một loài thực vật có hoa trong họ Tai voi. Loài này được A.Cunn. mô tả khoa học đầu tiên năm 1825.

## Hình ảnh

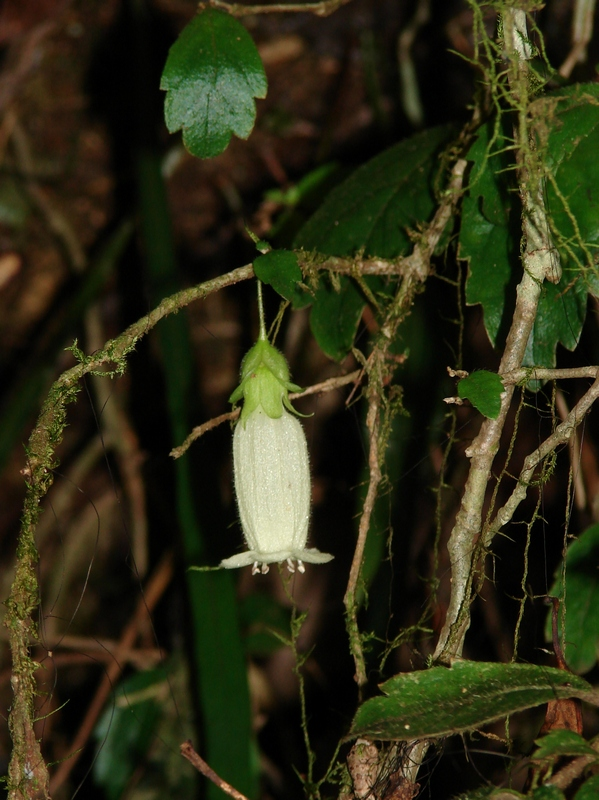